# Skjærhalden
Skjærhalden è un villaggio della Norvegia, situato nella municipalità di Hvaler, nella contea di Østfold.